# Словно девственница (Сверхъестественное)
«Сло́вно де́вственница» (англ. Like a Virgin) — 12-я серия 6-го сезона американского телесериала «Сверхъестественное». Название серии — отсылка к одноимённому хиту Мадонны. Серия вышла 4 февраля 2011 года.

## Сюжет
Кастиэль говорит Дину, что душа Сэма на месте. На вопрос Дина, когда его брат очнётся, Кас отвечает, что, возможно, никогда. Он говорит, что когда он дотронулся до души Сэма, то почувствовал, что с неё как будто заживо содрали кожу. Он говорит, что если Дин хотел убить брата, он мог это сделать намного проще, а затем исчезает. Дин и Бобби ждут, когда Сэм очнётся. Бобби уверен, что всё будет нормально, потому что Сэм бывал во многих переделках, но всегда выкарабкивался. Но Дин боится, что всё может быть хуже, потому что такого с Сэмом ещё не было. Бобби показывает Дину газетную вырезку, где говорится о недавно разбившемся двухместном самолёте, где девушка бесследно исчезла, а парень был найден сгоревшим за 27 км от места крушения. В этом момент в комнату входит Сэм и бросается обнимать Дина и Бобби. Они оба поражены и удивлены, поняв, что Сэм не помнит ничего не только об аде, но и о том времени, когда он жил без души. Дин не говорит Сэму правду, а рассказывает только то, что Смерть вытащил его, однако Сэм начинает что-то подозревать.
Бобби не может нормально общаться с Сэмом, потому что меньше 10 дней назад Сэм его чуть не убил. Он говорит Дину, что Сэм рано или поздно узнает обо всём, и что им надо рассказать ему всё самим. Дин категорически отвергает эту идею и просит Бобби оставить всё как есть, потому что он наконец вернул брата. Сэм и Дин едут вместе расследовать пропажу девушки из самолёта, а также исчезновение нескольких других при загадочных обстоятельствах. Они приходят к сестре пропавшей в самолёте девушке. Сэм снова становится тем Сэмми, который переживает за других людей, заботится об их чувствах и безопасности. Дин очень радуется, видя теперь своего брата таким. Из дневника девушки, который Дин стащил из её комнаты, братья выясняют, что пропавшая была девственницей. Сэму не по душе, что Дин украл дневник, да ещё и читает его, а Дин наоборот радуется, что Сэм говорит ему это. Они обнаруживают связь между пропавшими девушками — они все были девственницами. После нового нападения на девушку, которую сильно ранили, но не забрали, братья выясняют, что существо имеет крылья, ворует золото и ему нужны только девственницы, так как выжившая не была невинна. Исследования приводят Сэма к выводу, что это драконы. Бобби даёт адрес доктора Визиака, который может что-то знать. Дин летил к доктору, которая оказывается женщиной неплохо знавшей Бобби. Она говорит Дину, что драконы вымерли 700 лет назад и что дракона можно убить только мечем, выкованным с использованием крови дракона. Она показывает Дину клинок в камне, Дин пытается вытащить его, но у него ничего не получается. Тогда он просто взрывает камень, но от этого меч ломается. Тем временем Сэм зовёт Каса. Кас является и говорит, что очень рад Сэма живым и что он умолял Дина не делать этого. Сэм делает вид, что Бобби ему всё рассказал, и Кас спрашивает Сэма, как он себя чувствует, когда его душа месте. Сэм понимает, что всё это время он был без души. Когда Дин возвращается, Сэм ему не говорит об открытие, а только рассказывает, что драконы, скорее всего, находятся в канализации. Сэм и Дин обследуют катакомбы, и наконец находят девушек в клетке, а также кучу золота. На них нападают драконы, Дин ранит одного обломком клинка, но затем меч падает в щель между клеткой и полом, и Дин не может до него дотянуться. Сэм сражается со вторым драконом и успевает достать меч. Он ранит одного дракона, и убивает второго, тем самым спасая жизнь брату. Раненый дракон улетает.
У Бобби Сэм говорит Дину, что ему очень жаль, что он натворил, и что Кас рассказал ему о том, что Дин от него скрывал. Дин беспокоится, что эти знания могут разрушить стену в голове Сэма. Но Сэм говорит, что он должен обо всём знать, чтобы исправить. Он как будто очнутся ото сна и узнал, что город сожжен, а зажигалка у него в кармане. Бобби изучает старинную книгу, найденную Сэмом и Дином в логове драконов и сделанную из человеческой кожи. Он говорит, что эта инструкция о том, как найти доступ в чистилище, место для мёртвых монстров, и выпустить «мать всего». По всей видимости, это мать всех сверхъестественных созданий. Тем временем дракон, от которого спасли девушек, встречается с ещё одним драконом, которому повезло больше. Они над пропастью читают заклинание и бросают одну из девушек в расщелину с огнём, в чистилище. А затем из огня поднимается «мать» в облике этой девушки и говорит, что ей многое предстоит сделать.

## В ролях
- Джаред Падалеки — Сэм Винчестер;
- Дженсен Эклс — Дин Винчестер;
- Миша Коллинз — Кастиэль;
- Джим Бивер — Бобби Сингер;
- Илия Волок — дракон;
- Ким Джонстон Ульрих — доктор Визиак.

## Отзывы
IGN оценил серию на 8,5 из 10 баллов. Было отмечено, что тема драконов очень хорошо подходит для шуток и это было неплохо показано. Также было отмечены отношения братьев Винчестеров, которые прошли через многое, но по-прежнему борются со сверхъестественным. TV Fanatic оценил серию на 4,4 балла из 5 и отметил, что история про драконов скорее «монстр недели», но серия была весьма недурной. TV equals отметил, что было интересно наблюдать за Сэмом без души и немного жаль, что она вернулась к нему так скоро. Screenrant.com отметил высокий уровень данной серии и линию с «матерью всего». Tvovermind.com добавил в плюс серии возвращении души Сэма и восстановление его отношений с братом. Examiner отметил юмористическую атмосферу серии, несмотря на то, что сериал является драмой. BuddyTV заметил, что в серии есть как минимум 7 моментов, чтобы прийти в восторг. TV of the Absurd назвал данную серию эмоциональной, весёлой и футуристической. The A.V. Club отметил, что серия в целом неплохая, но могла бы быть более впечатляющая.